# Ormstown
Ormstown, autrefois appelée Durham, est une municipalité québécoise située dans la municipalité régionale de comté du Haut-Saint-Laurent dans la région de la Montérégie. La municipalité actuelle est le résultat de la fusion avec la municipalité de paroisse de Saint-Malachie-d'Ormstown le 26 janvier 2000.

## Histoire

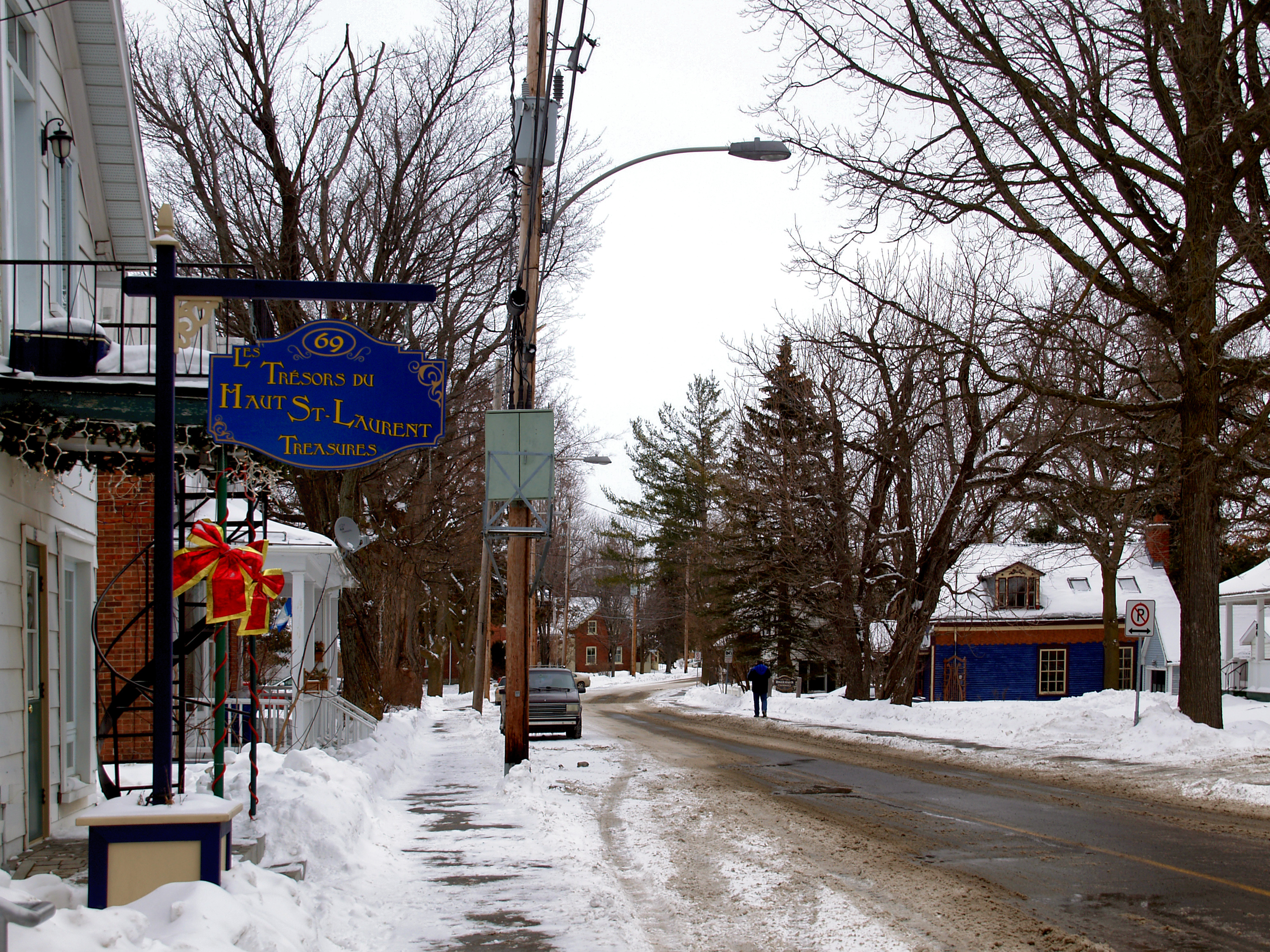
La rue Lambton en plein hiver.

Le nom Ormstown n'a pas d'origine concrète. Le territoire de l'actuelle municipalité appartenait à la seigneurie de Beauharnois dirigé alors par Charles de Beauharnois. Par la suite, le territoire passa aux mains d'Alexander Ellice (1743-1805) en 1795. Cependant, aucun enfant d'Ellice ne se nommait Orms. C'est alors que l'hypothèse selon laquelle le nom serait d'origine américaine apparait, parce qu'il existe un endroit appelé Ormiston Corners dans l'État de New York. De plus, puisque la région fut peuplée par des gens venus d'Écosse et d'Irlande et que Ormiston est un patronyme dans ces deux patries. Il faut également ajouter qu'il existe une localité du nom d'Ormiston au sud-est d'Édimbourg. L'endroit a déjà porté le nom de Durham, vers 1860, sans motif connu.

## Géographie
La superficie totale du territoire d'Ormstown est de 143,92 km2 dont 142,33 km2 terrestres et 1,59 km2 en eau.
La rivière Châteauguay traverse la municipalité d'ouest en est.
La rivière aux Outardes coule de l'ouest vers le nord-est jusqu'à sa confluence avec la rivière Châteauguay.
La rivière aux Outardes Est coule dans l'ouest vers le nord-est jusqu'à sa confluence avec la rivière aux Outardes.

## Démographie
| 1991  | 1996  | 2001  | 2006  | 2011  | 2016  | 2021  |
| ----- | ----- | ----- | ----- | ----- | ----- | ----- |
| 1 577 | 1 604 | 3 647 | 3 651 | 3 595 | 3 595 | 3 917 |

Langue maternelle (2006)
| Langue              | Population | Pct (%) |
| ------------------- | ---------- | ------- |
| Français seulement  | 2 220      | 62,89 % |
| Anglais seulement   | 1 205      | 34,13 % |
| Français et Anglais | 50         | 1,42 %  |
| Autres langues      | 55         | 1,56 %  |

## Administration

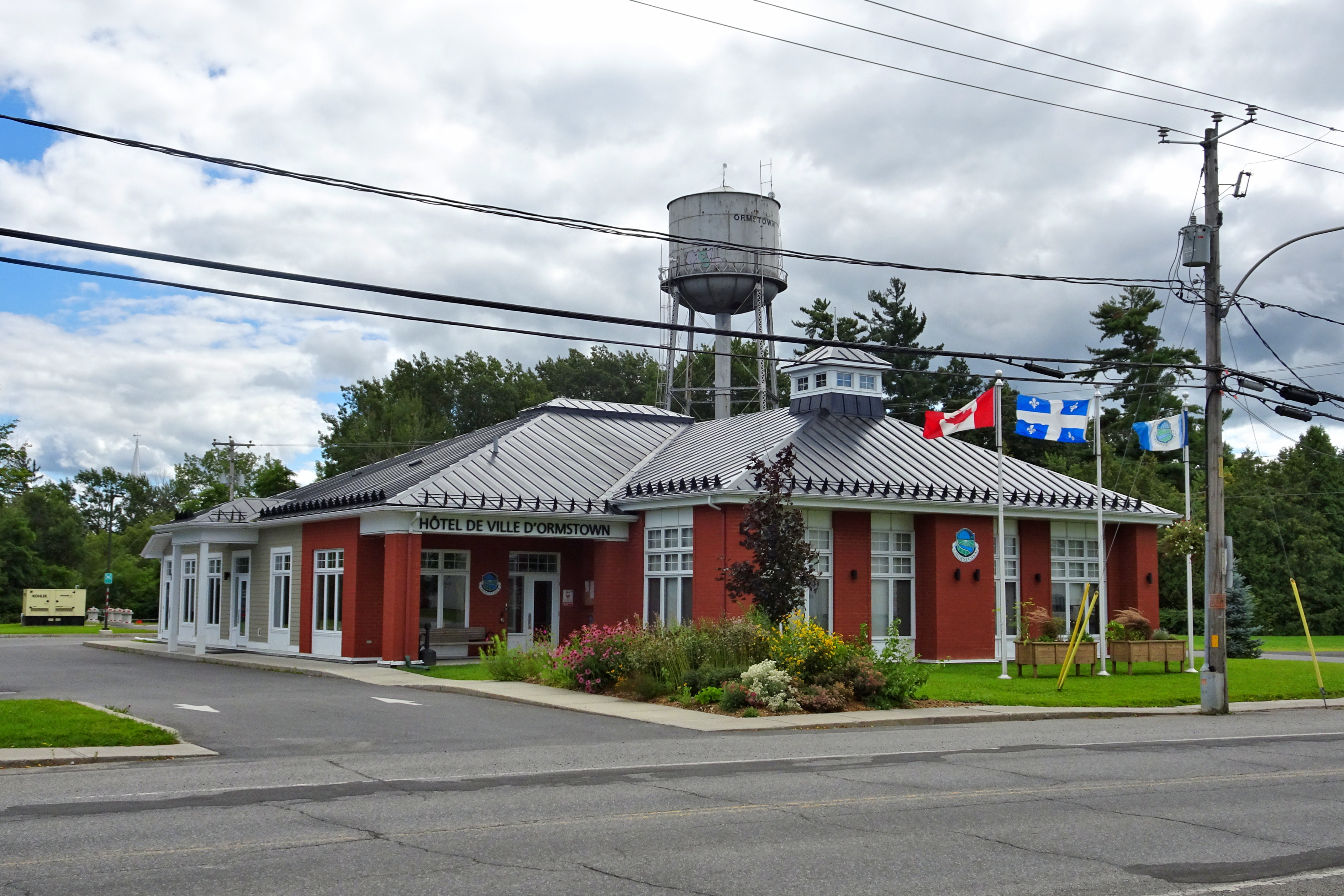
Hôtel de ville d'Ormstown

Les élections municipales ont lieu aux quatre ans en bloc et sans district géographique. Le présent maire, Chrystian Soucy, a été élu lors d'une élection partielle le 4 mai 2014, à la suite de la démission de Jean Côté. Il y a eu un taux de participation de 44,3 % à l'élection de 2013. 
La population locale est représentée à l'Assemblée nationale du Québec au sein de la circonscription québécoise d'Huntingdon et à la Chambre des communes du Canada par la circonscription fédérale de Salaberry-Suroît.
| Ormstown Maires depuis 2003                                                                                          |                   |                                             |          |
| Élection | Maire             | Qualité                                     | Résultat |
| 2003 | John McCaig       |                                             | Voir     |
| 2005 | John McCaig       | Voir                                        |          |
| 2009 | Jacques Lapierre  |                                             | Voir     |
| 2013 | Jean Côté         | Démissionne en janvier 2014                 | Voir     |
| 2014 | Chrystian Soucy   | Candidat défait à la mairie en 2005 et 2009 | Voir     |
| 2017 | Jacques Lapierre  | 2e terme                                    | Voir     |
| 2021 | Christine McAleer |                                             | Voir     |
| Élection partielle en italique Depuis 2005, les élections sont simultanées dans toutes les municipalités québécoises |                   |                                             |          |

|             | 2009-2013                                                                                     | 2013-2017                                                                                  |  |
| Maire       | Jacques Lapierre                                                                              | Chrystian Soucy                                                                            |  |
| Conseillers | Florence Bérard Jean Côté Jacques Guilbault Steven Lalonde Michel Tudino Stéphane Van Sundert | Florence Bérard Jonathan Allen Roger Dumont Michelle Greig Jacques Guilbault Stephen Ovans |  |

## Urbanisme
Les routes 138 et 201 traversent la municipalité. Les principales voies de communication d'Ormstown sont les rues Bridge, Gale, Lambton et Roy, les routes 138, 138-A et 201 ainsi que les chemins de la Rivière-Châteauguay et de la Rivière-aux-Outardes.
La MRC du Haut-Saint-Laurent offre un service de transport collectif dans la municipalité, la reliant à Huntingdon, Godmanchester, Sainte-Barbe, Salaberry-de-Valleyfield, Très-Saint-Sacrement, Howick, Sainte-Martine et Mercier.

## Économie

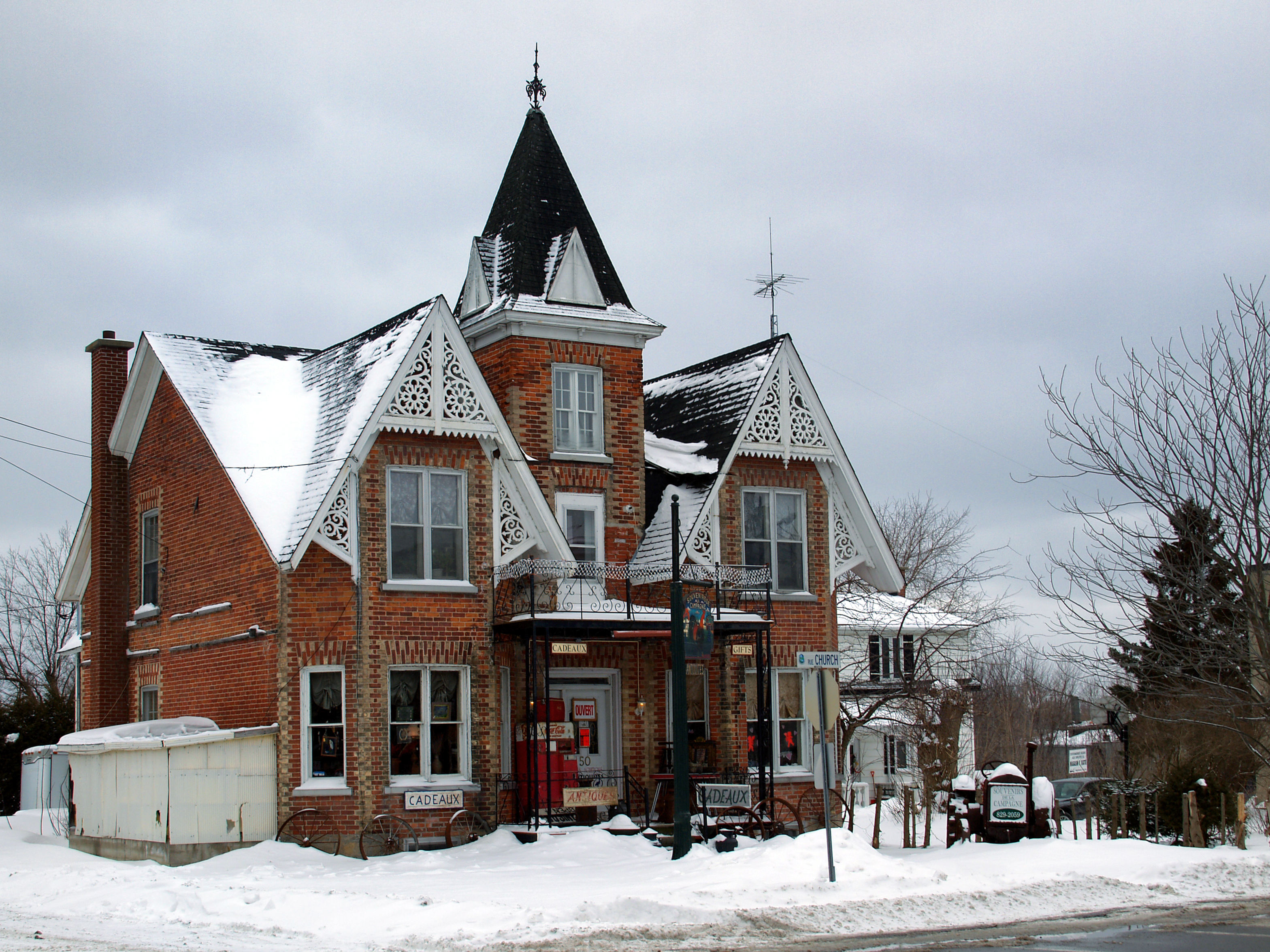
Magasin de cadeaux-souvenirs de la rue Church.

Au cours du XIXe siècle, Ormstown comptait sept compagnies spécialisées dans la fabrication de la brique. Ces nombreuses industries lui conférèrent le titre de centre québécois de l'industrie de la brique.

## Société

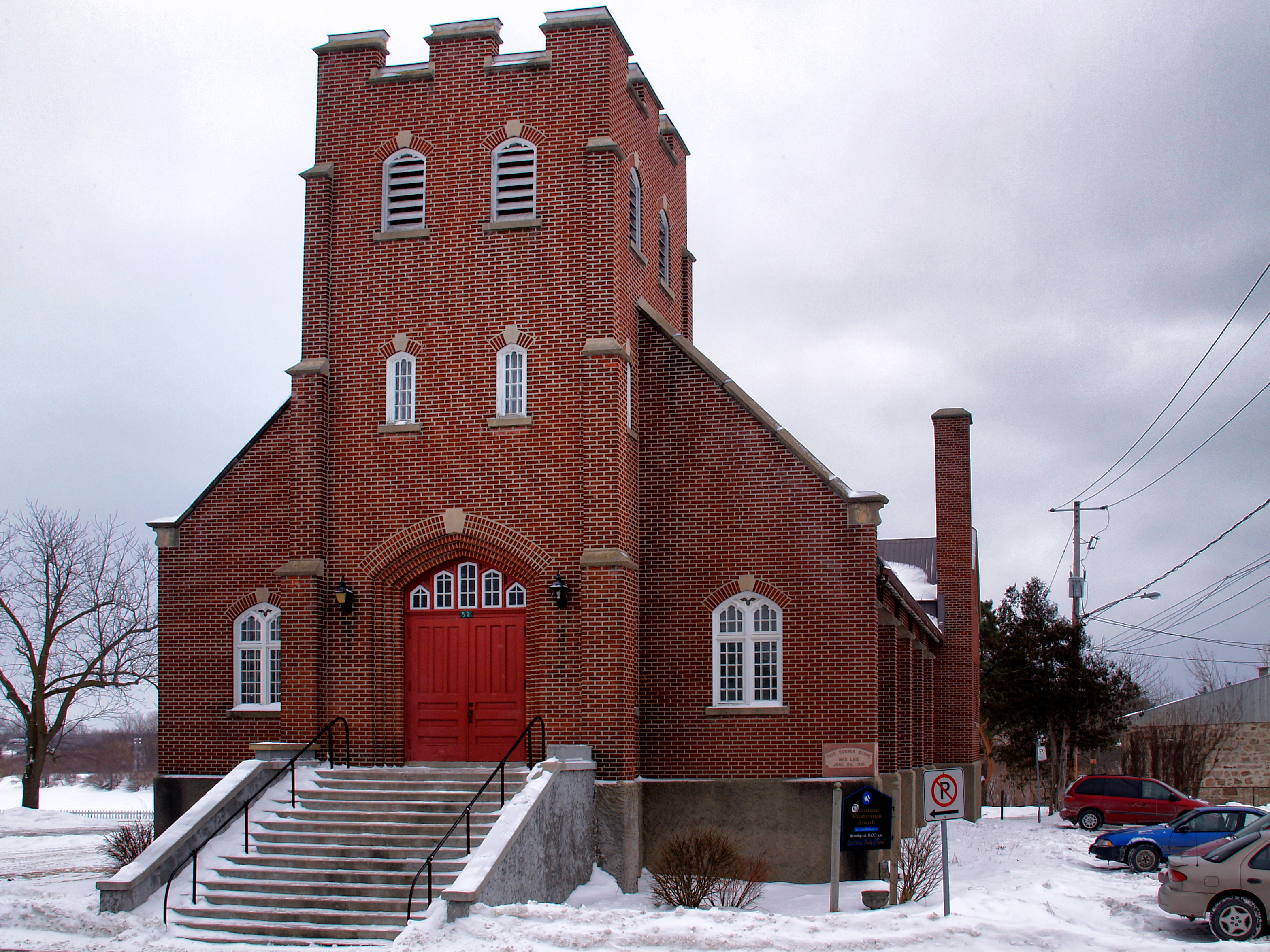
L'église de l'Assemblée Chrétienne du Village, anciennement de confession presbytérienne.

Ormstown est également l'endroit où se déroule annuellement une foire ayant débuté en 1910.